# Vila
Vila je vrsta stavbe, ki je bila prvotno antična rimska podeželska hiša višjega sloja prebivalcev. Ideja in funkcija vile se je od svojega nastanka kot rimska vila precej razvila. Po padcu Rimske republike so vile postale majhne kmečke posesti, ki so jih v pozni antiki vse bolj utrjevali in včasih prenašali cerkvi za ponovno uporabo kot samostan. Nato so se skozi srednji vek postopoma ponovno razvile v elegantne podeželske domove višjega razreda. V sodobnem jeziku se 'vila' lahko nanaša na različne vrste in velikosti rezidenc, od primestne vile do rezidence v vmesnem območju med mestom in podeželjem.

## Rimske vile
- vila urbana, podeželski sedež, do katerega je lahko enostavno prišel iz Rima ali drugega mesta v enem ali dveh dnevih
- villa rustica, kmečka posest, ki so jo trajno zasedali služabniki, ki so v glavnem upravljali posestvo, sredi katerega je bila tudi vila, morda le sezonsko zasedena. Rimska villae rusticae v središču latifundije je bila najzgodnejša različica tega, kar so pozneje in drugod poimenovali nasad ali plantaža.

Kot vilae niso bili domus, mestne hiše za elitne in privilegirane razrede ter insulae, bloki stanovanjskih zgradb za ostalo prebivalstvo. V Satyriconu (Knjiga satiričnih dogodivščin, 1. stol. pr. n. št.) je Petronij opisal široko paleto rimskih bivališč. Druga vrsta vile je bila vila maritima, obmorska vila.
Koncentracija cesarskih vil je obstajala v Neapeljskem zalivu, na otoku Capri, v Promontorio del Circeo in v Antiumu (Anzio). Primeri so Vila papirusov v Herkulaneju in Vila misterijev in Vettijeva vila v Pompejih.
V Barkovljah pri Trstu je bila pomembna villa maritima. Ta vila je stala neposredno na obali in je bila razdeljena na terase v reprezentančnem prostoru, v katerem je kazala luksuz in moč, ločen bivalni prostor, vrt, nekaj objektov, odprtih proti morju in termalno kopel. Nedaleč od tega mesta, ki je bila, zaradi svoje ugodne mikroklime že priljubljene pri Rimljanih, v 19. stoletju zgrajena ena najpomembnejših vil svojega časa, grad Miramar.
Premožni Rimljani so se izognili poletni vročini tudi v hribih okrog Rima, zlasti okoli Tiburja (Tivoli in Frascati), kot je na primer Hadrijanova vila. Cicero naj bi imel najmanj sedem vil, od katerih je bila najstarejša v bližini Arpinuma (Arpino), ki jo je podedoval. Plinij mlajši je imel tri ali štiri, od katerih je primer blizu Laurentiuma najbolj znana iz njegovih opisov.
Rimski pisci se z zadovoljstvom sklicujejo na samooskrbo svojih vil z latifundijem, kjer so pili lastno vino in si stiskali lastno olje. To je bilo pretvarjanje urbanih aristokratov, ki so se igrali staromodne krepostne rimske kmete; govorili so, da je bila gospodarska neodvisnost kasnejših podeželskih vil simptom naraščajoče gospodarske razdrobljenosti Rimskega cesarstva.

### V Rimski Britaniji
Arheologi so natančno pregledali številne rimske vile v Angliji. Tako kot italijanske vile so tudi te popolne delujoče agrarne združbe njiv in vinogradov, morda celo opekarn ali kamnolomov, segale okrog visokega statusnega centra moči s kopelmi in vrtovi. Velika vila v Woodchesterju je ohranila svoja mozaična tla, ko je bila na njenem mestu zgrajena (ne po naključju) anglosaška župnijska cerkev. Kopači grobov, ki so se pripravljali na pokop na cerkvenem dvorišču že v 18. stoletju, so morali prebiti nedotaknjena mozaična tla. Še bolj palačna vila rustica v kraju Fishbourne v bližini Winchestra je bila (neznačilno) zgrajena kot velik odprt pravokotnik, s portiki, ki so zapirali vrtove. Proti koncu 3. stoletja so se rimska mesta v Veliki Britaniji prenehala širiti: kot patriciji blizu središča imperija so se rimski Britanci iz mest umaknili v svoje vile, ki so vstopile v fazo palačne gradnje, v "zlati dobi" življenja vil. Villae rusticae so bile bistvenega pomena za gospodarstvo cesarstva.
Za rimske vile v rimski Britaniji so morda značilne dve vrste tlorisov vil. Običajnejši načrt je razširil krila prostorov, ki so se vsa odpirala na povezovalni portik, ki ga je bilo mogoče podaljšati pod pravim kotom, celo za ograjo dvorišča. Druga vrsta je imela osrednjo dvorano, kot je bazilika, kar kaže na magistrsko vlogo lastnika vile. Vile so bile pogosto samostojne stavbe, povezane z zaprtimi dvorišči. Pollesena konstrukcija, postavljena na kamniti podlagi, je bila pravilo, nadomeščena s kamnitimi stavbami za pomembne slovesne prostore. Najdene so sledi okenskega stekla, pa tudi železne okenske rešetke.

### Samostanske vile pozne antike
Z zatonom in propadom Zahodnega rimskega cesarstva v 4. in 5. stoletju so bile vile vedno bolj osamljene in so bile zaščitene z obzidjem. 
V regijah na celini so aristokrati in lokalni bogataši darovali velike delujoče vile in zaraščene zapuščene posameznim menihom, te bi lahko postale jedra samostanov. Na ta način se je sistem italijanskih vil pozne antike ohranil v zgodnjem srednjeveškem obdobju v obliki samostanov, ki so zdržali motenje gotske vojne (535–554) in Langobardov. Okoli leta 529 je Benedikt Nursijski ustanovil svoj vplivni samostan Monte Cassino v razvalinah vile v Subiacu, ki je pripadala Neronu. Od 6. do 8. stoletja so bile galsko-rimske vile v merovinškem kraljevskem fisc (iz latinskega fiscus, od koder izhaja 'fiskalni') večkrat podarjene kot mesta za samostane pod kraljevim pokroviteljstvom; v Galiji sta primera Saint-Maur-des-Fossés in samostan Fleury. V današnjem Luksemburgu je znan primer Echternach; že leta 698 je misijonar Willibrord ustanovil opatijo v rimski vili Echternach blizu Trierja, ki mu jo je podarila Irmina, hči Dagoberta II., frankovskega kralja. Kintzheim je bila Villa Regis, 'kraljeva vila'. Okoli leta 590 se je sveti Eligij rodil v visoko postavljeni galsko-rimski družini v 'vili' Chaptelat blizu Limogesa v Akvitaniji (danes Francija). Opatija v Stavelotu (Valonija) je bila ustanovljena okoli leta 650 na območju nekdanje vile v bližini Lièga in bazilika v Vézelayu je imela podobno.

## Post-rimsko obdobje
V post-rimskem obdobju se je villa sklicevala na samozadostno, običajno utrjeno italijansko ali galsko-rimsko kmetijo. Gospodarsko je bila samooskrbna kot villagium - vas in njeni prebivalci, ki bi bili lahko pravno vezani nanjo, saj so bili podložniki. Merovinški Franki so podedovali koncept, sledili so karolinški Francozi, kasneje pa je nastal francoski izraz basti ali bastide.
Villa / Vila (ali njene sorodne besede) je del številnih španskih in portugalskih imen, kot sta Vila Real in Villadiego: villa / vila je mesto z najemom (fuero ali foral) manjšega pomena kot ciudad / cidade ('mesto'). Če je vila povezana z osebnim imenom, je bila verjetno uporabljena v prvotnem pomenu podeželskega posestva in ne zakupljenega mesta. Kasnejši razvoj je razliko v španščini med villas in ciudades naredil povsem častno. Madrid je Villa y Corte, vila, za katero se je štelo, da je ločena od nekdaj premičnega kraljevega dvora, toda veliko manjši Ciudad Real je španska krona razglasila za ciudad.

## Italijanska renesansa

### Toskana
V 14. in 15. stoletju je bila vila v Italiji spet označena za podeželska hiša, kot so bile v 14. stoletju v regiji Mugello blizu Firenc zgrajene prve Medičejske vile, Villa del Trebbio in hiša v Cafaggiolu, obe močni utrjeni hiši. Leta 1450 se je Giovanni de' Medici začel na pobočju v Fiesoleju v Toskani graditi verjetno prvo vilo, ki je nastala po navodilih Leona Battiste Albertija, ki je teoretiziral značilnosti nove ideje vile v svojem De re aedificatoria.
Ti prvi primeri renesančne vile so pred obdobjem Lorenza de' Medici, ki je dodal vilo Villa di Poggio a Caiano, delo Giuliana da Sangalla, ki se je začela leta 1470 v kraju Poggio a Caiano, provinca Prato v Toskani.
Iz Toskane se je ideja o vili spet širila po renesančni Italiji in Evropi.

#### Vrtovi toskanskih vil
Vrtovi Quattrocento vil so bili obravnavani kot temeljna in estetska povezava med stanovanjsko stavbo in zunanjostjo, s pogledom na humanizirano kmetijsko krajino, takrat edini zaželeni vidik narave. Poznejše vile in vrtovi so Palača Pitti in vrtovi Boboli v Firencah ter Villa di Pratolino v Vagliji

### Rim
Rim je imel velik delež vil, ki so bile zlahka dosegljive v majhnem mestu iz 16. stoletja: začetnik, prva predmestna vila, zgrajena po antiki, je bil belvedere ali palazzetto, ki jo je zasnoval Antonio Pollaiuolo in je bila zgrajena na pobočju nad Apostolsko palačo.
Vila Madama, katere zasnova je bila pripisana Rafaelu in jo je leta 1520 izvedel Giulio Romano, je bila ena najvplivnejših zasebnih hiš, ki so jih kdaj koli zgradili; elementi vile Madama so se v vilah pojavili v 19. stoletju. Vila Albani je bila zgrajena v bližini Porta Salaria. Druge so Vila Borghese, Vila Doria Pamphilij (1650); Julijeva vila papeža Julija III. (1550), ki jo je zasnoval Vignola. Rimski vili Villa Ludovisi in Villa Montalto sta bili uničeni v poznem 19. stoletju zaradi nepremičninskega balona, ki se je zgodil v Rimu po ustanovitvi sedeža vlade združene Italije v Rimu.
V hladnih gričih Frascatija so: vila Aldobrandini (1592), vila Falconieri in Villa Mondragone. Vila d'Este v bližini Tivolija je znana po igri vode na svojih terasastih vrtovih. Vila Medici je bila na robu Rima, na hribu Pincian, ko je bila zgrajena leta 1540. Poleg tistih, namenjenih sezonskim užitkom, ki se navadno nahajajo v neposredni bližini mesta, so druge italijanske vile predelali iz rocca ali castello, družinski sedež moči, kot je Villa Farnese za Farneseje.
V bližini Siene v Toskani je vilo Cetinale zgradil kardinal Flavio Chigi. Za preoblikovanje vile in dramatičnih vrtov v rimskem baročnem slogu je do leta 1680 zaposlil Carla Fontano, učenca [Gian Lorenzo Bernini|Gian Lorenza Berninija]]. Vrt Villa Lante blizu Viterba je ena najbolj vzvišenih stvaritev italijanske vile v pokrajini, dokončana v 17. stoletju.

### Benetke
V poznejšem 16. stoletju so na severovzhodnem italijanskem polotoku v Vicenzi v Beneški republiki zgradili Palladijeve vile v Benečiji, ki jih je zasnoval Andrea Palladio (1508–1580). Svoje vile je vedno oblikoval glede na njihovo postavitev. Pogosto je vse kmetijske stavbe združil v arhitekturo razširjenih vil.
Primeri so Vila Emo, Villa Godi, Villa Forni Cerato, Villa Capra "La Rotonda" in Vila Foscari.
Vile so združene v združenje (Associazione Ville Venete) in ponujajo turistične poti in možnosti nastanitve. 
Unesco je večino vil uvrstil na seznam kot del svetovne dediščine z imenom Mesto Vicenza in Palladijeve vile v Benečiji (City of Vicenza and the Palladian Villas of the Veneto).

## Vile po Evropi

### 17. stoletje
Kmalu zatem je v Greenwichu v Angliji, po Grand Tour 1613–1615, Inigo Jones zasnoval in zgradil med letoma 1615–1617 Queen's House v zgodnji adaptaciji paladijevskega arhitekturnega sloga v drugi državi. Slog paladijske vile je obnovil svoj vpliv v različnih državah in obdobjih in ostal vpliven več kot štiristo let, z novopaladijskim delom poznega 17. stoletja in v obdobju neorenesančne arhitekture.

### 18. in 19. stoletje
Angleži so v začetku 18. stoletja prevzeli izraz in ga uporabili za kompaktne hiše v državi, zlasti tiste, ki so dostopne iz Londona: Chiswick House je primer take 'vile za zabave'. Zahvaljujoč oživitvi zanimanja za Palladia in Inigo Jonesa so kmalu novopaladijske vile posejale dolino reke Temze in angleško podeželje. Hiša Marble Hill v Angliji je bila prvotno zasnovana kot 'vila' v smislu 18. stoletja. V mnogih pogledih je Monticello iz poznega 18. stoletja,  Thomasa Jeffersona v Virginiji v ZDA, je neopaladijevska vila. Drugi primeri obdobja in sloga so hiša Hammond-Harwood v Annapolisu, Maryland; in številne plantažne hiše iz obdobja pred ameriško državljansko vojno ali Antebellum, kot so Westover Plantation in številne druge ob reki James, pa tudi desetine iz obdobja Antebellum v preostalem delu Juga so delovale tako, kot so rimske vile - latifundij.
V 19. stoletju so izraz vila razširili tako, da so opisovali vsako veliko primestno hišo, ki je prosto stala na urejeni parceli. Ko so na prelomu 20. stoletja postavili »dvojčke, ki so jih ločevali«, se je izraz razširil in pretirano uporabil.
V drugi polovici 19. stoletja so v nemško govorečih deželah nastali veliki "Villenkolonien", bogata stanovanjska območja, ki so bila v celoti sestavljena iz velikih graščinskih hiš in so bila pogosto zgrajena po umetno izdelanem glavnem načrtu. Zgrajenih je bilo tudi veliko velikih dvorcev za bogate nemške industrijalce, kot je Villa Hügel v Essnu. Villenkolonie iz Lichterfelde West v Berlinu je bila zasnovana po daljšem potovanju arhitekta po južni Angliji. Reprezentativni zgodovinarski dvorci v Nemčiji so dvorec Heiligendamm in druge letoviške arhitekture na Baltskem morju, Rose Island in King's House na Schachenu v Bavarskih Alpah, Villa Dessauer v Bambergu, Villa Wahnfried v Bayreuthu, itd..
V Franciji je Château de Ferrières primer italijanske vile v neorenesančnem slogu - v Veliki Britaniji pa Mentmore Towers [John Ruskin|Johna Ruskina]]. Reprezentativna stavba tega sloga v Nemčiji je Villa Haas (zasnoval jo je Ludwig Hofmann) v Hessnu.

### 20.–21. stoletje

#### Evropa
V 19. in 20. stoletju se je izraz vila razširil za samostojne dvorce v Evropi. Posebne oblike so na primer zdraviliške vile in obmorske vile, ki so postale še posebej priljubljene konec 19. stoletja. Uveljavljena tradicija se je nato nadaljevala skozi celotno 20. stoletje in še danes.
Drugi trend je bil postavitev precej minimalističnih graščin v slogu Bauhaus od 1920-ih, ki se nadaljuje tudi do danes.
Na Danskem, Norveškem in Švedskem vila pomeni večino oblik enodružinskih samostojnih domov, ne glede na velikost in standard.

#### Amerike
Koncept vile je živel in živi v haciendah ali estancijah Latinske Amerike ter naseljih Brazilije in Argentine. Najstarejši sta izvirna portugalska in španska kolonialna arhitektura; sledila je neodvisnost v Ameriki od Španije in Portugalske, španski kolonialni preporod z regionalnimi različicami. Vile v mednarodnem slogu 20. stoletja so zasnovali Roberto Burle Marx, Oscar Niemeyer, Luis Barragán in drugi arhitekti, ki so razvili edinstveno evro-latinsko sintetizirano estetiko.
Vile so še posebej dobro zastopane v Kaliforniji in na zahodni obali ZDA, kjer so jih prvotno naročili pokrovitelji »višjega razreda«, ki so se preselili iz viktorijanske arhitekture v slogu kraljice Ane in arhitekture Beaux-Arts. Skupnosti, kot so Montecito, Pasadena, Bel Air, Beverly Hills in San Marino v južni Kaliforniji ter Atherton in Piemont na območju zaliva San Francisco, so nekaj primerov gostote vil.
Priljubljenost mediteranske arhitekture v njenih različnih iteracijah v zadnjem stoletju se v tej regiji in na Floridi dosledno uporablja. Nekaj pomembnih zgodnjih arhitektov so bili Wallace Neff, Addison Mizner, Stanford White in George Washington Smith.